# Corte Schiarino
Corte Schiarino è una storica corte lombarda di Porto Mantovano, in provincia di Mantova, situata alla periferia di Mantova. È una delle numerose residenze di campagna appartenute alla famiglia Gonzaga. Corte Schiarino fu di proprietà dei Gonzaga di Palazzolo, un ramo collaterale dei signori di Mantova.
Fu edificata alla fine del XVI secolo per volere del marchese Luigi Gonzaga, deceduto durante la costruzione del palazzo padronale. Viene ipotizzato l'intervento dell'architetto Giuseppe Dattaro, costruttore della Palazzina gonzaghesca di Bosco Fontana, commissionata del duca di Mantova Vincenzo I Gonzaga. La vedova del marchese consegnò la proprietà alla figlia, che nel 1612 la passò in proprietà ai Gonzaga di Vescovato, rivenduta quindi alla famiglia Della Torre.
Restauri interni effettuati negli anni Settanta, hanno portato alla luce pregevoli affreschi.
La corte si caratterizza per la presenza di sontuosi giardini e di una aranciaia. Viene utilizzata per eventi e convegni.

## Galleria d'immagini

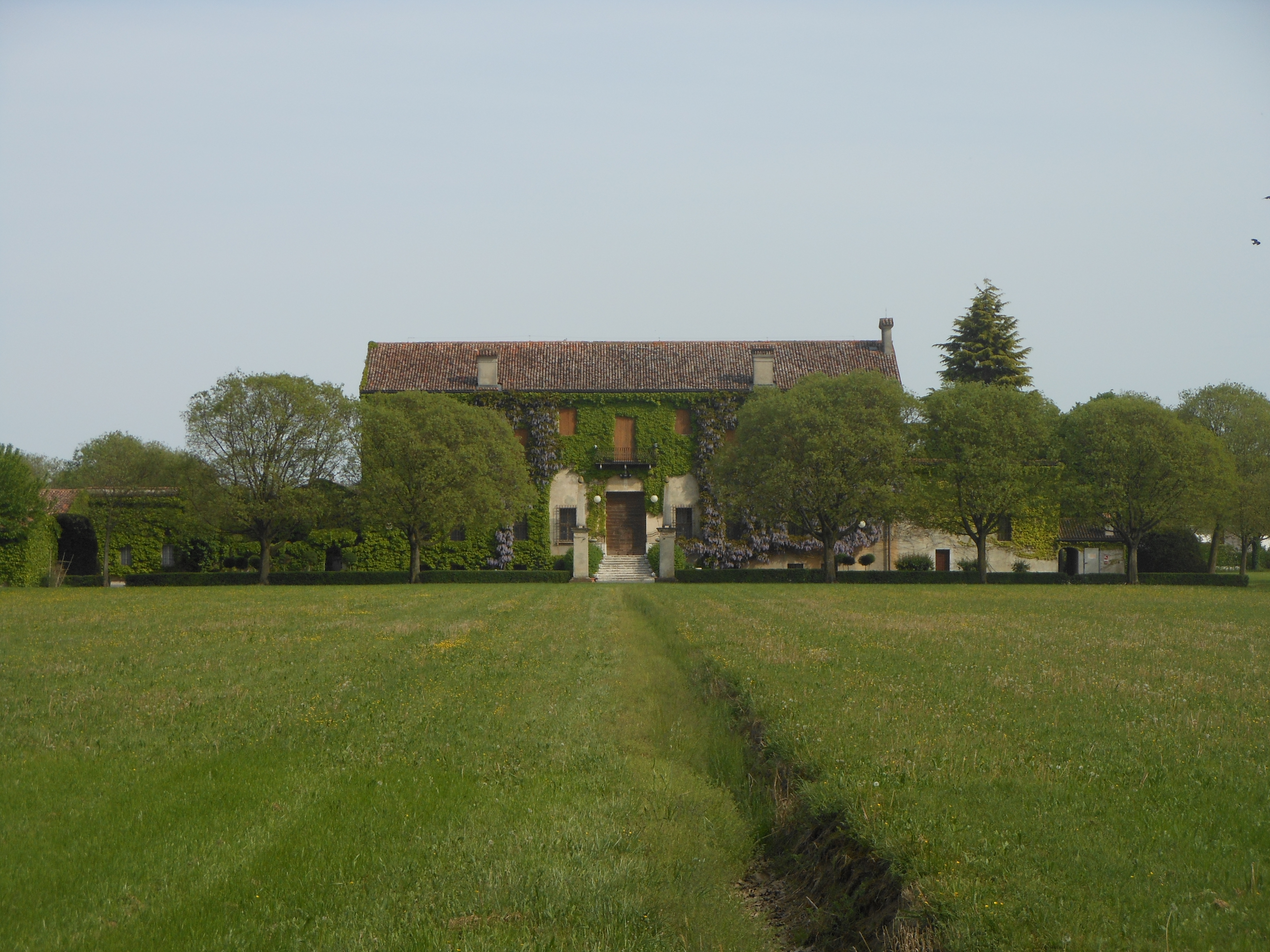
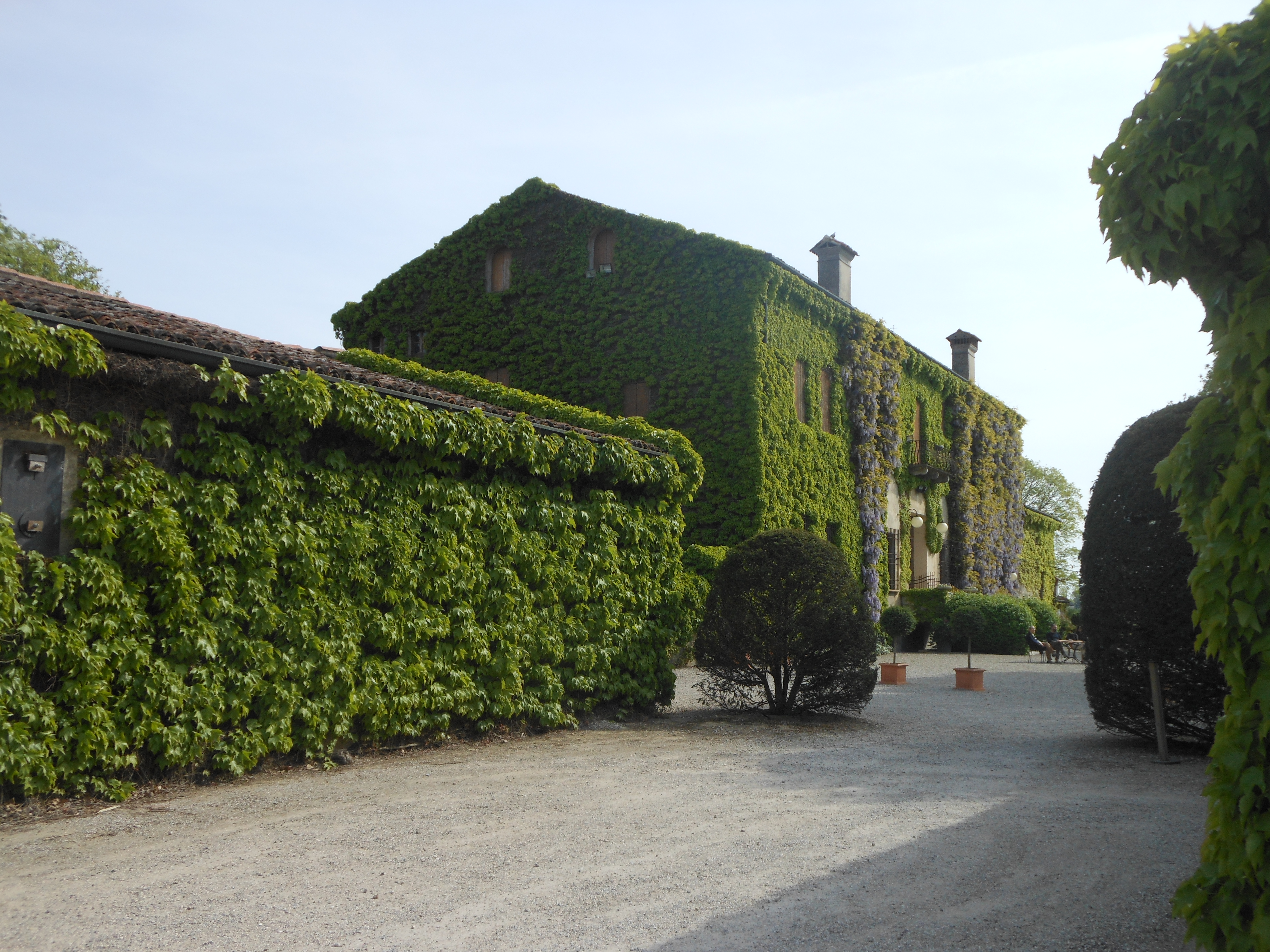
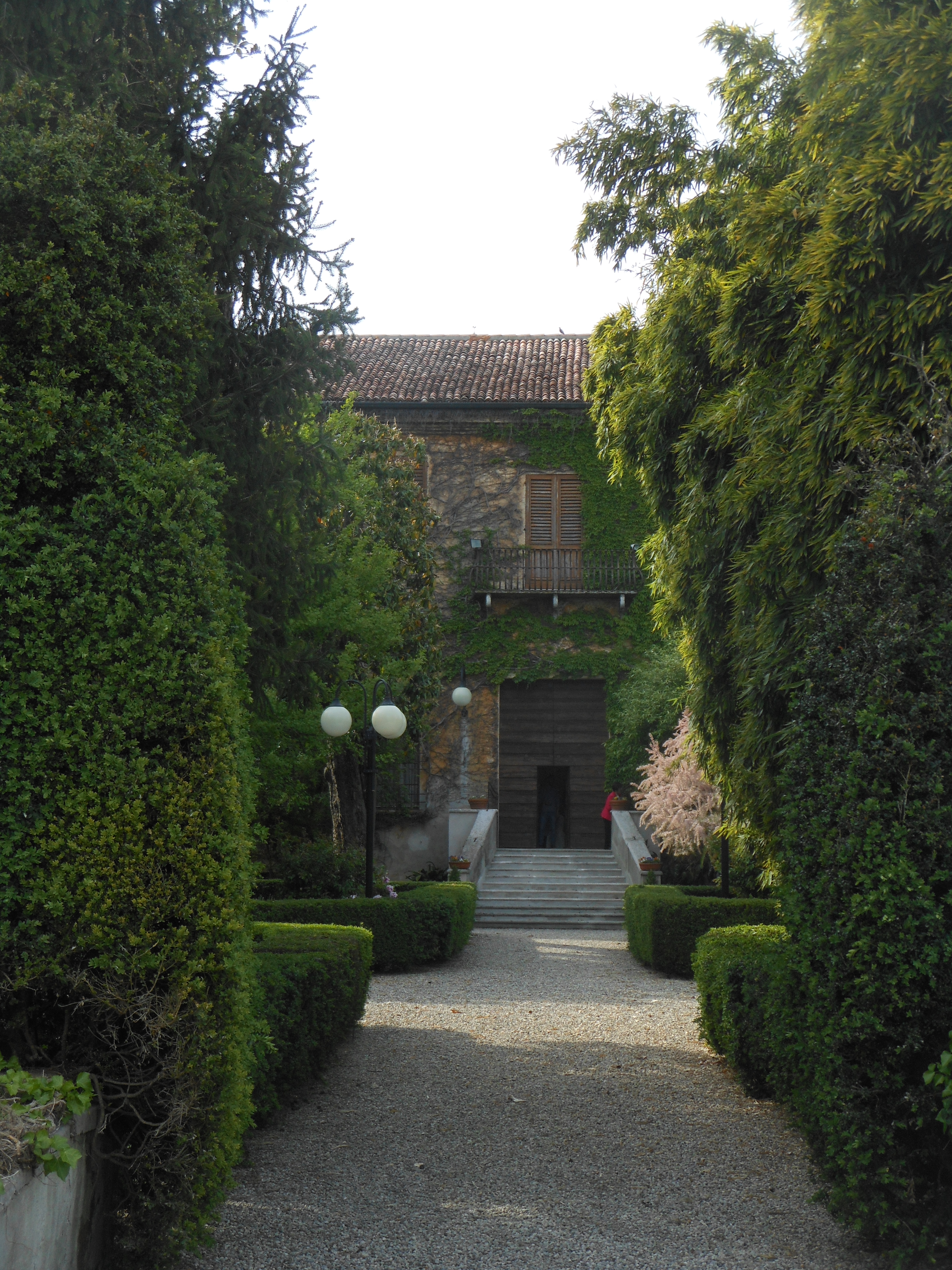